# Poloznitsa Corona
Poloznitsa Corona est une corona, formation géologique en forme de couronne, située sur la planète Vénus par 0,5° N et 302° E. Elle est localisée dans le quadrangle de Guinevere Planitia. Elle a été nommée en référence à Poloznitsa, déesse du grain finno-ougrienne.

## Géographie et géologie
Poloznitsa Corona couvre une surface circulaire d'environ 675 km de diamètre. Cette formation fait partie des 34 coronae de plus de 500 km de diamètre sur la surface de Vénus.